# Fredric Jameson
Fredric Ruff Jameson (Cleveland, Ohio, 14 de abril de 1934 – Durham, 22 de setembro de 2024 ) foi um filósofo, crítico literário e teórico marxista, conhecido por sua análise da cultura contemporânea e da pós-modernidade. Entre seus livros mais importantes estão Pós-Modernismo: a lógica cultural do capitalismo tardio, O Insconsciente político e Marxismo e Forma. Nos últimos anos, Jameson foi professor da Duke University, ministrando cursos sobre marxismo e psicanálise, existencialismo, Escola de Frankfurt, literatura e cinema modernistas e o romance do século XIX.

## Formação
Depois de se graduar no Haverford College, em 1954, viajou brevemente para a Europa. Estudou em Aix-en-Provence, Munique e Berlim, onde se inteirou dos novos desenvolvimentos da filosofia continental, inclusive dos primeiros passos do estruturalismo. Retornou aos Estados Unidos no ano seguinte, para iniciar seu doutorado na Universidade Yale, sob a supervisão de Erich Auerbach.

## Primeiras obras
Erich Auerbach provaria ser uma influência duradoura no pensamento de Jameson. Isso já era aparente em sua dissertação de mestrado, publicada em 1961 com o título de Sartre: as origens de um estilo. A preocupação de Auerbach situava-se na tradição filológica alemã; suas obras sobre a história do estilo analisavam a forma literária circunscrita à história social. Jameson, seguindo os passos do mestre, analisou as articulações entre poesia, história, filologia e filosofia nas obras de Jean-Paul Sartre.
A obra de Jameson aborda a relação entre o estilo dos escritos de Sartre e as posições políticas e éticas de sua filosofia existencialista. Os eventuais aspectos marxistas nas obras de Sartre são apenas ligeiramente referidos neste livro; Jameson retornaria a eles na década seguinte.
A dissertação de Jameson, mesmo que baseada na longa tradição europeia de análise cultural, diferiu acentuadamente das tendências predominantes nos círculos acadêmicos anglo-americanos (o empirismo e o positivismo lógico, na Filosofia e Linguística, e o formalismo da Nova Crítica na Crítica Literária). Mesmo assim, o trabalho valeu a Jameson uma vaga na Universidade de Harvard, onde trabalhou durante a primeira metade dos anos sessenta.

## Pesquisas no Marxismo
O interesse em Sartre levou Jameson a intensificar os estudos sobre Teoria Literária marxista. Apesar de Karl Marx  estar se tornando uma influência importante nas ciências sociais norte-americanas, em parte através da influência dos muitos intelectuais europeus que tinham buscado refúgio nos Estados Unidos durante a Segunda Guerra Mundial, as obras críticas e literárias de marxistas ocidentais ainda eram bastante desconhecidas na academia norte-americana, no final dos anos cinquenta e início dos sessenta.
A mudança de Jameson em direção ao marxismo foi também catalisada por sua crescente conexão política com a Nova Esquerda e com os movimentos pacifistas. Sua pesquisa concentrou-se em Gyorgy Lukács, Ernst Bloch, Theodor Adorno, Walter Benjamin, Herbert Marcuse, Louis Althusser e Sartre, que viam a crítica cultural como uma característica integral da teoria marxista. Tal posição representava uma quebra com a ortodoxia do marxismo-leninismo, que mantinha uma visão estreita do materialismo histórico.
Enquanto a ideologia do marxismo vulgar sustenta que a "superestrutura" cultural é completamente determinada pela "base" econômica, os marxistas ocidentais analisaram criticamente a cultura como um fenômeno histórico e social, ao lado da produção e da distribuição econômica ou das relações de poder político. Afirmavam que a cultura deveria ser estudada a partir do conceito hegeliano de crítica imanente, isto é, a descrição e a crítica de um texto filosófico ou cultural deve ser conduzida nos seus próprios termos, a fim de desenvolver suas inconsistências internas, de modo a permitir o avanço intelectual. A crítica imanente foi destacada por Marx nos seus primeiros escritos, a partir dos desenvolvimentos de Hegel de uma nova forma de pensamento dialético no qual, como Jameson comenta, o pensamento se impulsiona por si próprio.

## Análise do estruturalismo
Simultaneamente, Jameson estudou a principal alternativa de então à análise marxista, no momento em que ela tomava forma na Europa: a teoria estruturalista da linguagem e literatura. Depois de mudar para a Universidade da Califórnia, em San Diego, em 1967, Jameson publicou Marxismo e Forma: Teorias Dialéticas de Literatura do Século Vinte (1971) e A prisão da linguagem: um parecer sobre o Estruturalismo e o Formalismo Russo (1972).
Ambos os livros tentavam lidar com as características das correntes dominantes na literatura e na vida acadêmica, que Jameson percebeu tenderem a um afastamento da realidade. Ele criticou a sacralização da obra de arte como um objeto completamente apartado do seu contexto de produção através da elevação humanista do artista, e o formalismo anti-histórico derivado de uma interpretação restritiva do método estruturalista. Considerou que as duas vertentes falhavam em perceber os elementos-chave da produção e consumo contemporâneos dos objetos artísticos. Ao mesmo tempo, ele defendia, como em trabalhos anteriores, que objetos culturais devem ser compreendidos de acordo com regras culturais, ou seja, uma análise cuidadosa e detalhada de práticas culturais revelariam que a arte e a cultura estão baseadas em realidades econômicas.
As obras de Jameson na década de 1970 continuaram nessa direção. Combinaram um reconhecimento das múltiplas camadas dos textos literários, incluindo gêneros e autores contemporâneos que raramente eram estudados no contexto acadêmico, desde a ficção científica até Raymond Chandler, com discussões teóricas sobre ideologia, modernismo e história literária.

## Narrativa e História
A História passou a ter de forma crescente um papel central na interpretação de Jameson, tanto na leitura (consumo) quanto escrita (produção) de texto literários. Jameson demonstrou seu indiscutível compromisso com a filosofia hegeliano-marxista com a publicação de O Inconsciente Político: a narrativa como um ato social símbólico, cujo slogan definidor é "Sempre historicize" (1981). Ao invés de desenvolver novas teorias para a análise da literatura, esta obra dá os primeiros passos em direção a rigorosamente apreender com detalhes a relação entre as circunstâncias históricas de um texto e seu conteúdo.
O argumento do livro enfatiza a História como o ponto focal das análises literárias e culturais. Ele emprega noções da tradição estruturalista e dos escritos de Raymond Williams sobre os estudos culturais, e os une a uma ampla visão marxista do trabalho (tanto braçal quanto intelectual) como o ponto central de análise. As leituras de Jameson exploram tanto as escolhas temáticas e formais explícitas do escritor quanto a estrutura inconsciente que guia tais escolhas. As escolhas artísticas que eram comumente vistas em termos puramente estéticos foram relançados em termos de práticas e normas literárias históricas, numa tentativa de desenvolver um inventário sistemático de contenções que eram impostas ao artista como um sujeito criativo individual.
Seu estabelecimento da História como um fator elementar nesta análise, que aponta a origem das categorias que governam a produção artística na sua estrutura histórica, encontrou sérios opositores. O que pressupunha tal obra era o estabelecimento da crítica literária marxista, centrada na noção de um modo de produção artístico, no mais amplo e totalizante esquema teórico para a compreensão da literatura. A conceituação apresentada neste livro iria servir então como base para outra das renomadas obras de Jameson.

## A crítica ao Pós-modernismo
"Pós-modernismo, ou a lógica cultural do capitalismo tardio" foi inicialmente publicado no jornal New Left Review em 1984, durante o período em que Jameson foi Professor de Literatura e História da Consciência na Universidade da Califórnia, Santa Cruz. Este artigo controverso, que seria posteriormente transformado em um livro, fazia parte de uma série de análises sobre pós-modernismo de um ponto de vista dialético que Jameson havia desenvolvido nos seus primeiros trabalhos sobre narrativa. Ele observou aqui o "ceticismo com relação a metanarrativas" como um "modo de experiência" que se origina das condições do trabalho intelectual imposto pelo capitalismo tardio, conforme definido por Ernest Mandel.
Os pós-modernistas afirmavam que a complexa diferenciação entre "esferas" ou campos de vida (tais como o político, o social, o cultural, o comercial e etc.) e entre classes distintas e papéis assumidos dentro de cada campo, haviam sido superados pela crise do fundacionalismo e consequente relativização de supostas verdades. Jameson argumentou, contra esta posição, que estes fenômenos tinham ou podiam ter sido entendidos a contento dentro de uma estrutura modernista, a derrota pós-moderna de atingir esta compreensão implicou uma quebra abrupta no refinamento do pensamento dialético.
Em seu ponto de vista, a união pós-moderna de todo discurso em um todo indiferenciado foi resultado da colonização da esfera cultural (que havia mantido pelo menos uma autonomia parcial durante a era moderna anterior) por um novo capitalismo corporativista organizado. Seguindo as análises de Adorno e Horkheimer da indústria cultural, Jameson tratou desse fenômeno em suas discussões críticas sobre arquitetura, filmes, narrativas e artes visuais, além de seus trabalhos estritamente filosóficos.
Sua análise do pós-modernismo buscava mostrá-lo como historicamente baseado. Dessa forma, rejeitou explicitamente qualquer oposição moralista à pós-modernidade como um fenômeno cultural, e continuou insistindo numa crítica imanente hegeliana. Sua falha em retirar o pós-modernismo da agenda de debates, entretanto, foi percebida por muitos como uma aprovação implícita das visões pós-modernas.

## Obras recentes
O trabalho mais recente de Jameson tentou dar cabo da percepção que ele simpatiza com o pensamento pós-moderno. Ele se voltou novamente a Adorno na busca de um modelo teórico contemporâneo para a dialética marxista. Ele implementou sua crítica ao pós-modernismo com material adicional, que apareceu como uma antologia compilada por Douglas Kellner em 1989 sob o título de Postmodernism/Jameson, Critique (sem tradução para o português) e na versão estendida do seu artigo de 1984, publicado como o livro Pós-modernismo ou a lógica cultural do capitalismo tardio em 1991. Este livro concedeu a ele o prêmio Modern Language Association's Lowell Award.
Durante os anos noventa, Jameson aprofundou e desenvolveu esta linha de pensamento em As Sementes do Tempo (1994), nas suas palestras na biblioteca Wellek na Universidade da Califórnia e no seu livro O Método Brecht (1998). Este último trata de uma análise do contexto social e político relacionado ao compromisso político de Brecht.
Em 2005, Jameson publicou Archaeologies of the Future (sem tradução para o português), um estudo sobre utopia e ficção científica que foi lançado em na Universidade de Monash, em Melbourne, Austrália. Desde então, publicou Valences of the Dialectic (Verso, 2009), The Hegel Variations: On the Phenomenology of Spirit (Verso, 2010), Representing Capital: A Reading of Volume One (Verso, 2011) e o mais recente The Antinomies of Realism (Verso, 2013).

### A Cultura do Dinheiro(2001)
Um dos outros temas que Jameson busca tratar nos seus escritos atuais é a questão da globalização e, então, o autor associa consumo à sociedade pós-moderna. Na maior parte dos seus escritos mais recentes, diga-se da década de 1990 até agora, muito foi escrito a respeito disso sempre dando conta de abarcar as questões como tecnologia, economia, política, cultura e sociedade, sendo que normalmente estes campos aparecem de forma isolada nos estudos de outros sobre globalização.

### Prêmio Holberg
Em 16 de setembro de 2008, foi anunciado que fora atribuído a Jameson o Prêmio Holberg de 2008, no valor de USD$900 000. Jameson recebeu oficialmente o prêmio em Bergen, Noruega, no dia 26 de novembro de 2008.

## Vida pessoal e morte
Fredric Jameson era casado com Susan Willis e tinha três filhas. Ele morreu em casa, na cidade de  Killingworth, Connecticut, no dia 23 de setembro de 2024, aos 90 anos. Sua morte foi anunciada pela filha, Charlotte Jameson, por e-mail. A causa não foi informada.